# Брокен-Бей
Бро́кен-Бей (англ. Broken Bay) — бухта Тасманова моря, вдаётся в юго-восточное побережье Австралии на территории штата Новый Южный Уэльс.
На западе залив объединяется с эстуарием реки Хоксбери, которая в низовьях является северной границей Сиднея. Это первый крупный залив севернее Сиднейской бухты.
Первое зарегистрированное посещение европейцами датировано 7 мая 1770 года командой Джеймса Кука после тщательного обследования Ботанического залива и регистрирования наличия Порт-Джексона.